# 池约翰
池约翰（1989年7月20日—），艺名CJ ，浙江温州人，中国大陆男歌手、演员，MIC男团成员。

## 经历
2007年4月，加入太合麦田培训计划。2009年，随MIC男团参加东方卫视《咪咕明星学院》。
2010年10月，随MIC男团举办首张EP《Rock Star》首唱会，并宣布正式出道。2012年，出演电视剧《将爱之因为爱情》。
2020年12月1號，發行首張同名專輯《C.JOHNNY池約翰》

## 婚姻
2021年10月15日，池约翰在微博晒婚纱照，宣告结婚。
其女友刘瑞雪是同名漫画《MIC男团》的作者，曾担任《知音漫客》策划编辑，宏宇天润和天瑞影业的创始人。